# Marlierea multiglomerata
Marlierea multiglomerata är en myrtenväxtart som beskrevs av Gerda Jane Hillegonda Amshoff. Marlierea multiglomerata ingår i släktet Marlierea och familjen myrtenväxter. Inga underarter finns listade i Catalogue of Life.